# Ешбах (Баден-Вюртемберг)
Ешбах (нім. Eschbach) — громада в Німеччині, знаходиться в землі Баден-Вюртемберг. Підпорядковується адміністративному округу Фрайбург. Входить до складу району Брайсгау-Верхній Шварцвальд.
Площа — 10,03 км2. Населення становить 2475 ос. (станом на 31 грудня 2020).